# Ipotelorismo
Per ipotelorismo si intende una distanza insolitamente ridotta tra due parti del corpo, generalmente simmetriche e controlaterali; l'ipotelorismo più frequentemente descritto è quello oculare e consiste in una distanza tra le due orbite oculari minore del normale, in rapporto alle dimensioni generali del soggetto.

## Cause
In riferimento all'ipotelorismo oculare, le cause più comuni sono la sindrome alcolica fetale (dovuta all'assunzione continuativa di alcol etilico durante i primi mesi di gravidanza), la trisomia 13 (detta anche sindrome di Patau) e l'amiotrofia neuralgica ereditaria, una rara forma di amiotrofia congenita. Talvolta l'ipotelorismo oculare si riscontra anche nella sindrome di Prader-Willi e nella sindrome dell'X fragile.
La sinostosi metopica, ossia la chiusura prematura della sutura metopica durante l'ossificazione in epoca infantile, può essere a sua volta causa di ipotelorismo oculare.